# یواس‌اس اوهایو (۱۸۱۲)
یواس‌اس اوهایو (۱۸۱۲) (به انگلیسی: USS Ohio (1812)) یک کشتی است. این کشتی در سال ۱۸۱۲ در آمریکا ساخته شد.